# Henri Mulet
Pour les articles homonymes, voir Mulet (homonymie).
Henri Mulet, né le 17 octobre 1878 à Paris et décédé le 20 septembre 1967 à Draguignan, est un organiste et compositeur français.

## Biographie
Fils de Gabriel Mulet, chef des chœurs de la basilique du Sacré-Cœur de Paris. Premier Prix de violoncelle dans la classe de Delsart en 1893. Il travaille l’harmonie au Conservatoire de Paris avec Raoul Pugno et Xavier Leroux (Premier Prix en 1896). Il étudie l’orgue avec Guilmant et Widor et obtient un Deuxième Prix d’orgue en 1897.
Organiste dans les diverses églises de Paris dont Saint-Pierre-de-Montrouge (jusqu’en 1901), Saint-Eustache, Sainte-Marie des Batignolles (1910), Saint-Roch (1912), et Saint-Philippe-du-Roule à Paris, dont il fit restaurer l’orgue Mutin selon les principes exposés dans son «Étude sur les mutations et les mécanismes rationnels de cet instrument» (1924).
Professeur à l'École Niedermeyer et à la Schola Cantorum de 1924 à 1931. Parmi ses élèves, on compte Henri Heurtel, titulaire de l'orgue de la basilique Saint-Denis. En 1937, Mulet a brûlé ses manuscrits et a quitté Paris pour la Provence. Il a été organiste de l'église St Michel de Draguignan jusqu’en 1958, et il y est mort en 1967, retiré dans un couvent des Petites Sœurs des pauvres. Il a passé 30 de ses 89 années dans la solitude. Bien que marié, il n’a pas eu d’enfant.

## Principales œuvres

### Orchestre
- Dans la vallée du tombeau (Souvenir de Lombardie), poème symphonique (1908)
- La Toussaint, poème symphonique (1909)
- Fantaisie pastorale (1911)
- Paysage d’hiver
- Paysages crépusculaires
- Scherzo-Marche
- Petite suite sur des airs populaires français

### Orgue
- Méditation religieuse (1896?)
- Prière (1902?)
- Carillon-Sortie (1912?), à Joseph Bonnet
- Esquisses byzantines (1920) - Dix Pièces pour Grand-Orgue «En mémoire de la Basilique du Sacré-Cœur de Montmartre 1914–1919» : 1. Nef – 2. Vitrail – 3. Rosace – 4. Chapelle des morts – 5. Campanile – 6. Procession – 7. Chant funèbre – 8. Noël – 9. In Paradisum – 10. Tu es petra et portæ inferi non prævalebunt adversus te
- Offertoire funèbre
- Petit offertoire (v. 1911), publié dans J. Joubert, Les Maîtres Contemporains de l’Orgue, vol. 2 (Sénart, Paris).
- Sortie douce (v. 1911), publié dans J. Joubert, Les Maîtres Contemporains de l’Orgue, vol. 2 (Sénart, Paris).
- Offertoire sur un Alléluia grégorien, pour la fête du Très-Saint-Rosaire
- O.P.E (Opus Pro Epiphania v.1945) sur le thème de la Marche des Rois.

### Harmonium
- Angelus
- Offertoire
- Sortie

### Chant sacré
- O mon Jésus, cantique (1900)
- Laudate Dominum, 4 voix et orgue (1904)
- Ave Maria, 3 voix et orgue (1910)

### Mélodies
- L’aigu bruissement, chant et piano (1904)
- Soleils couchants, chant et piano (1904)
- Les deux étoiles, chant et piano (1910)
- Le dernier des Maourys, chant et piano (1911)
- Le talion, chant et orchestre (1912)

### Divers
- Danse afghane, piano (1904)
- 2 Noëls, hautbois ou clarinette et piano (1904)
- Danse persane, piano (1910)
- Petit lied très facile, clavecin ou piano (1910)

## Écrits
- Les tendances néfastes et antireligieuses de l’orgue moderne; suivi d’une étude sur les mutations et les mécanismes rationnels de cet instrument, Paris, 1922.

### Vidéos
- YouTube Carillon-Sortie enregistré sur le grand Cavaillé-Coll de St-Ouen, Rouen, par Andreas Meisner.
- YouTube Gillian Weir joue la Toccata «Tu es petra» des Esquisses Byzantines sur l’orgue de la Hedvig Eleonora Kyrka, Stockholm.
- YouTube David di Fiore joue Rosace des Esquisses Byzantines durant le Festival d'orgue de Trnava en Slovaquie.